# Іса Байзакова
І́са Байза́кова (каз. Иса Байзақов ауылы) — село у складі Іртиського району Павлодарської області Казахстану. Адміністративний центр Іса-Байзаковського сільського округу.
Населення — 677 осіб (2021; 889 у 2009, 1906 у 1999, 2288 у 1989).
Національний склад станом на 1989 рік:
- казахи — 46 %;
- росіяни — 23 %.

До 2006 року село називалось Кайманачиха.